# Stoßzahnschwert
Das Stoßzahnschwert (engl. elephant tusk sword) ist eine Hieb- und Stichwaffe, die in Indien als Waffe für Kriegselefanten entwickelt wurde.

## Beschreibung
Stoßzahnschwerter wurden zumeist paarweise an den Elfenbeinstoßzähnen der Elefanten eingesetzt. Die Klingen sind spitz zulaufend und breit. Es wurden verschiedene Klingenformen mit Längen bis zu 1,5 Meter hergestellt. Am hinteren Ende sind die Schwerter rund geformt und verstärkt; das Ende ist hohl und dient zur Befestigung an den Stoßzähnen der Kriegselefanten. Dazu sind in diesem Bereich Schrauben angebracht, mit denen die Schwerter an den Stoßzähnen sicher befestigt werden können.

## Geschichte
Die frühesten Berichte von Kriegselefanten mit Stoßzahnschwertern stammen von Sung Yun, einem chinesischen Entdecker. Der Einsatz von Stoßzahnschwertern ist nach den Quellen nur bei wenigen, speziell dafür ausgebildeten Elefanten bekannt. In Persien und in Indien wurden zusätzlich Sättel (auch Howdah genannt) und Panzerungen zum Schutz der Elefanten entwickelt. Der Panzer bedeckte Rüssel, Kopf, Rücken, Flanken und die Beine des Elefanten. Mit der Entwicklung der Schusswaffen wurde der Einsatz von Kriegselefanten und somit auch der Stoßzahnschwerter nach und nach bedeutungslos. Sie wurden aber noch weit bis ins 18. Jahrhundert in indischen Schlachten eingesetzt (z. B. die Dritte Schlacht von Panipat, 1761).